# يوجينيو هرنانديز فلوريس
يوجينيو هرنانديز فلوريس (بالإسبانية: Eugenio Hernández Flores)‏ هو سياسي مكسيكي، ولد في 17 أكتوبر 1959 في المكسيك. حزبياً، نشط في الحزب الثوري المؤسساتي. وقد انتخب Governor of Tamaulipas ‏.